# Gene Serdena

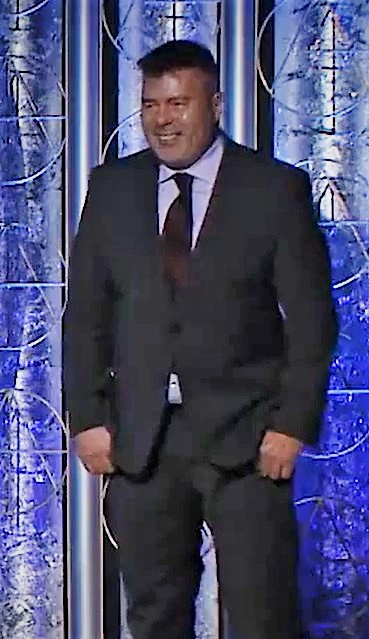
Gene Serdena, 2014

Gene Serdena (* 31. Dezember 1969) ist ein US-amerikanischer Szenenbildner, der seit Beginn seiner Karriere Mitte der 1980er Jahre an rund 50 Film- und Fernsehproduktionen beteiligt war. Bei der Oscarverleihung 2014 wurde er zusammen mit K. K. Barrett für seine Arbeit bei Her für den Oscar in der Kategorie Bestes Szenenbild nominiert. Er ist zudem Träger eines Emmys für seine Arbeit bei Ausgerechnet Alaska (1992). Eine weitere Oscar-Nominierung erhielt er für seine Arbeit an dem Science-Fiction-Film Passengers (2016).

## Filmografie (Auswahl)
- 1986: Death House
- 1986: Soul Man
- 1987: House II – Das Unerwartete (House II: The Second Story)
- 1987: Cherry 2000
- 1987: Russkies
- 1988: Ghettobusters (I’m Gonna Git You Sucka)
- 1988: Cameron (Cameron's Closet)
- 1988: Tapeheads – Verrückt auf Video (Tapeheads)
- 1989: Martians Go Home
- 1989: Rush Week
- 1989: Brennender Hass
- 1990: Leute wie wir (Fernsehfilm)
- 1990: Brain Dead
- 1991: Ted & Venus
- 1991: Mord 101 (Murder 101, Fernsehfilm)
- 1992: Ausgerechnet Alaska (Northern Exposure, Fernsehserie)
- 1992: Ein verrückter Leichenschmaus
- 1993: Tombstone
- 1993: Die sieben besten Jahre
- 1995: Different Minds – Feindliche Brüder
- 1995: Mad Love – Volle Leidenschaft (Mad Love)
- 1996: 2 Tage in L. A. (2 Days in the Valley)
- 1996: Außer Kontrolle (Chain Reaction)
- 1998: Auf der Jagd (U.S. Marshals)
- 1999: Three Kings – Es ist schön König zu sein (Three Kings)
- 1999: Being John Malkovich
- 2000: Scream 3
- 2001: Human Nature – Die Krone der Schöpfung (Human Nature)
- 2001: Animal – Das Tier im Manne (The Animal)
- 2002: Adaption – Der Orchideen-Dieb (Adaption)
- 2002: Auto Focus
- 2002: Laurel Canyon
- 2003: Haus aus Sand und Nebel (House of Sand and Fog)
- 2003: Das Geheimnis von Green Lake (Holes)
- 2004: I Heart Huckabees
- 2004: Voll auf die Nüsse (Dodgeball: A True Underdog Story)
- 2005: Dogtown Boys (Lords of Dogtown)
- 2006: Jede Sekunde zählt – The Guardian (The Guardian)
- 2006: Kaltes Blut – Auf den Spuren von Truman Capote (Infamous)
- 2008: Twilight – Biss zum Morgengrauen (Twilight)
- 2009: Zombieland
- 2009: Ausgequetscht (Extract)
- 2009: Verrückt nach Steve (All About Steve)
- 2010: The Fighter
- 2011: 30 Minuten oder weniger (30 Minutes or Less)
- 2013: Her
- 2013: Hangover 3 (The Hangover: Part III)
- 2013: Gangster Squad
- 2014: Transcendence
- 2015: Steve Jobs
- 2015: Der Knastcoach (Get Hard)
- 2016: Passengers